# Lough Gill
Il Lough Gill (gaelico irlandese: Loch Gile) è un celebre lago irlandese vicinissimo a Sligo. È contenuto quasi interamente nella contea di Sligo, anche se una piccola porzione orientale sconfina nel vicino Leitrim. 
È lungo circa 10 km e largo 3, e confluisce nell'emissario Garavogue, che scorre dentro Sligo e sfocia nella baia di Sligo. La massima profondità è di 200 m circa. Le isole lacustri sono 22: Church Island e Bezzie's Island sono le più grandi.

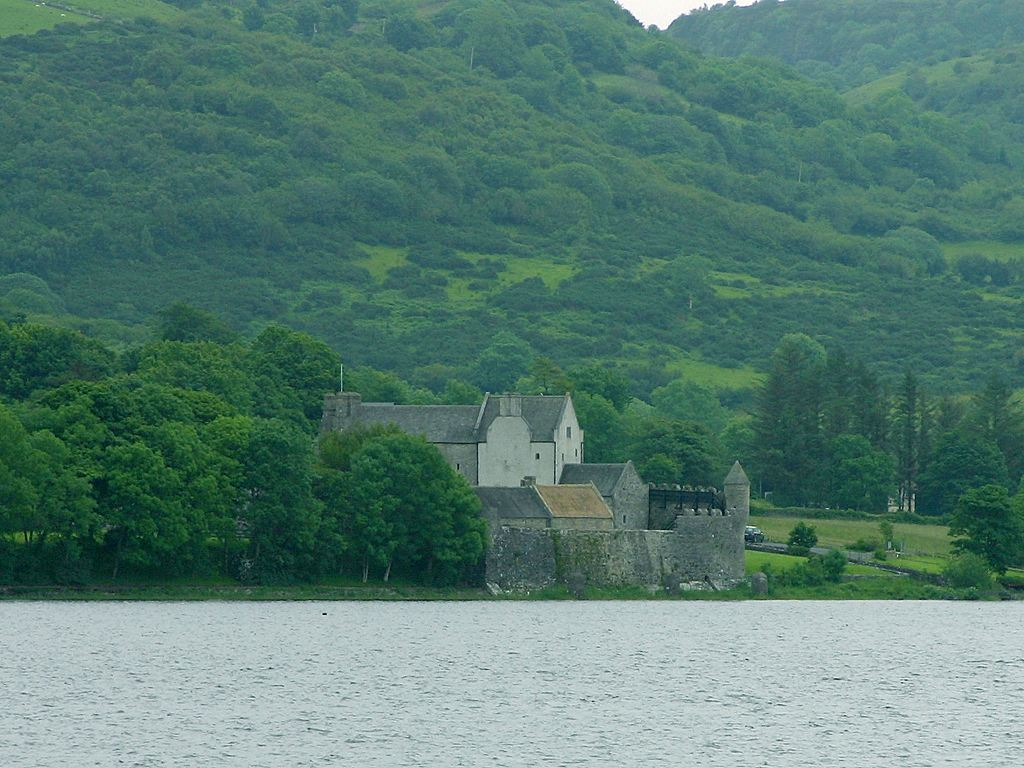
Scorcio del Lough Gill nei pressi del Castello di Parke
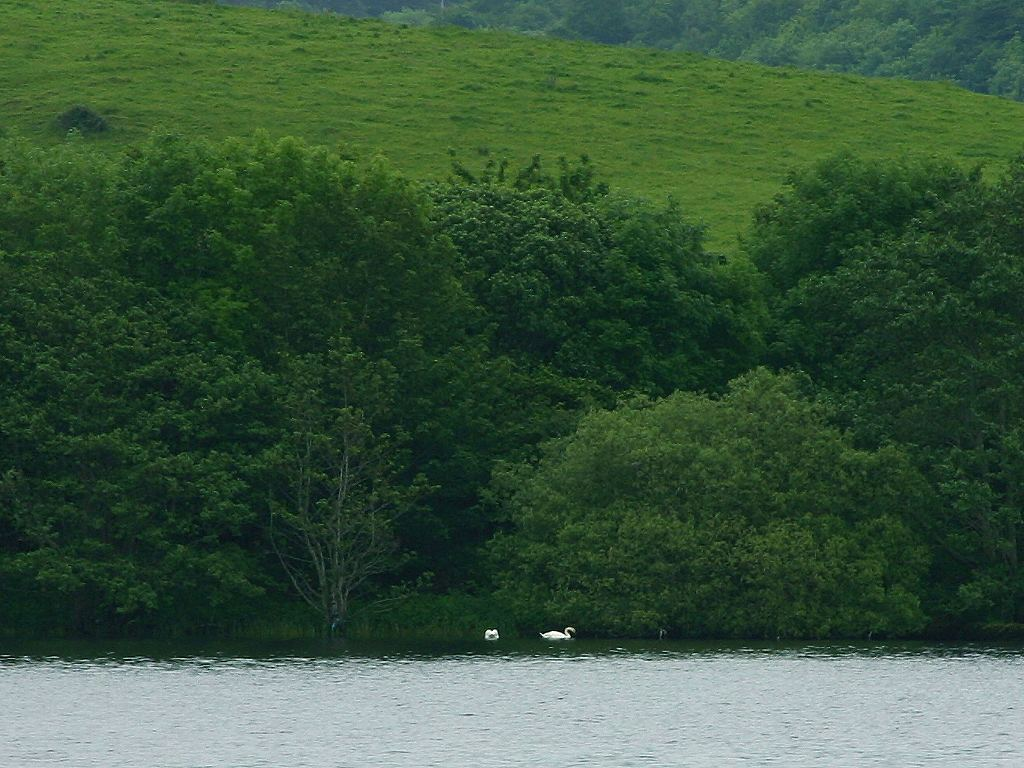
Parte del lago con dei cigni
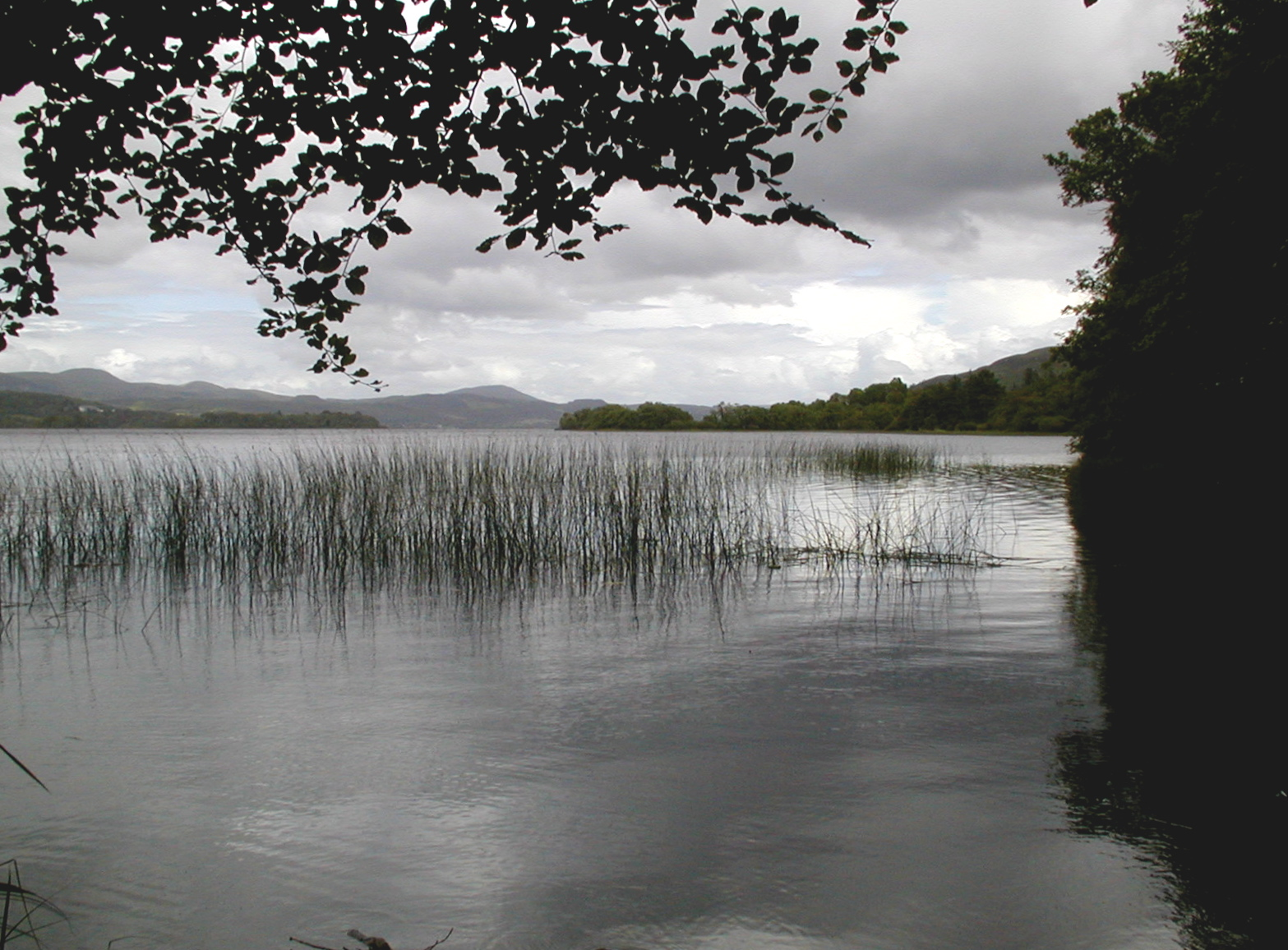
Un altro scorcio del Lough Gill

Popolare fra i birdwatcher per la gran quantità di uccelli che popolano le foreste intorno al lago, è stato uno dei luoghi, assieme a Sligo e al Benbulben, di maggiore ispirazione di William Butler Yeats. Una delle 22 isolette che fanno parte del lago, Lake Isle of Innisfree, è famosa proprio grazie ad un suo poema, ma anche Dooney Island era molto apprezzata dal celebre scrittore.
Un posto particolarmente conosciuto e gettonato da turisti e fotografi è il Castello di Parke, sulle sponde orientali nella parte del Leitrim.
Il lago è raggiungibile tramite le strade R286, R288 e R287, che lo circondano e sono dotate di vari punti di fermata per ammirare il paesaggio.